# Богана (река)
Богана — река в России, протекает в Борисоглебском городском округе Воронежской области. Левый приток реки Вороны.

## География
Река Богана берёт начало у села Махровка слиянием рек Баклуша и Ростань. Течёт на запад через населённые пункты Миролюбие и Богана. Устье реки находится в 22 км по левому берегу реки Вороны. Длина реки — 28 км, площадь её водосборного бассейна — 597 км².

## История
На картах части первой и второй Генерального плана Борисоглебского уезда 1790 года речка Баклуша обозначена, как речка Богана. В росписи сторожей 7087 (1579) года  поляна на правом берегу реки Богана названа - Боганская поляна.

## Данные водного реестра
По данным государственного водного реестра России относится к Донскому бассейновому округу, водохозяйственный участок реки — Ворона, речной подбассейн реки — Хопер. Речной бассейн реки — Дон (российская часть бассейна).